# Ciudad de Nanacamilpa
Ciudad de Nanacamilpa är en ort i Mexiko.   Den ligger i kommunen Nanacamilpa de Mariano Arista och delstaten Tlaxcala, i den sydöstra delen av landet, 60 km öster om huvudstaden Mexico City. Ciudad de Nanacamilpa ligger 2 718 meter över havet och antalet invånare är 12 177.
Terrängen runt Ciudad de Nanacamilpa är kuperad åt sydväst, men åt nordost är den platt. Terrängen runt Ciudad de Nanacamilpa sluttar österut. Runt Ciudad de Nanacamilpa är det ganska tätbefolkat, med 65 invånare per kvadratkilometer. Närmaste större samhälle är Calpulalpan, 11,3 km norr om Ciudad de Nanacamilpa. Omgivningarna runt Ciudad de Nanacamilpa är en mosaik av jordbruksmark och naturlig växtlighet.